# 14e étape du Tour de France 2007
Pour un article plus général, voir Tour de France 2007.
La 14e étape du Tour de France 2007 a lieu le 22 juillet. Le parcours de 197 kilomètres relie Mazamet au Plateau de Beille.

## Profil de l'étape
Le parcours suit principalement la route D118, :
- Mazamet : départ
- Côte de Saint-Saraille (2e catégorie : 9 km de montée à 5,2 %)
- Passage dans le département de l'Aude
- Les Martys
- la route longe la Dure
- Caudebronde
- Cuxac-Cabardès
- Villardonnel
- Villegailhenc
- Villemoustaussou
- Carcassonne (Sprint bonificateur)
- La route longe l'Aude (fleuve)
- Preixan
- Rouffiac-d'Aude
- Cépie
- Limoux
- Alet-les-Bains
- Couiza
- Espéraza
- Campagne-sur-Aude (Sprint bonificateur)
- Quillan
- Cavirac
- Défilé de Pierre-Lys
- Saint-Martin-Lys
- Axat
- Gorges de Saint-Georges
- Passage dans le département de l'Ariège
- Usson-les-Bains > Mijanès
- Port de Pailhères (Hors catégorie : 16,8 km de montée à 7,2 %)
- Vallée de la Lauze (Ariège)
- Ascou
- Ax-les-Thermes
- Savignac-les-Ormeaux
- Luzenac
- La route longe l'Ariège (rivière)
- Les Cabannes
- Pech
- Plateau-de-Beille (Hors catégorie : 15,9 km de montée à 7,9 %) : arrivée

## Classement de l'étape
| \| Classement de l'étape \| Classement de l'étape \| Classement de l'étape \| Classement de l'étape \| Classement de l'étape \| \| Coureur \| Coureur \| Pays \| Équipe \| Temps \| \| --------------------- \| --------------------- \| --------------------- \| --------------------- \| --------------------- \| \| 1er \| Alberto Contador \| Espagne \| Discovery Channel \| 5 h 25 min 48 s \| \| 2e \| Michael Rasmussen \| Danemark \| Rabobank \| + 0 s \| \| 3e \| Mauricio Soler \| Colombie \| Barloworld \| + 37 s \| \| 4e \| Levi Leipheimer \| États-Unis \| Discovery Channel \| DQ \| \| 5e \| Carlos Sastre \| Espagne \| CSC \| + 53 s \| \| 6e \| Andreas Klöden \| Allemagne \| Astana \| + 1 min 52 s \| \| 7e \| Cadel Evans \| Australie \| Predictor-Lotto \| + 1 min 52 s \| \| 8e \| Antonio Colom \| Espagne \| Astana \| + 2 min 23 s \| \| 9e \| Andrey Kashechkin \| Kazakhstan \| Astana \| + 2 min 23 s \| \| 10e \| Yaroslav Popovych \| Ukraine \| Discovery Channel \| + 3 min 06 s \| |                   |            |                   |                 |
| |                   |            |                   |                 |
| |                   |            |                   |                 |
| Classement de l'étape |                   |            |                   |                 |
| Coureur | Coureur           | Pays       | Équipe            | Temps           |
| 1er | Alberto Contador  | Espagne    | Discovery Channel | 5 h 25 min 48 s |
| 2e | Michael Rasmussen | Danemark   | Rabobank          | + 0 s           |
| 3e | Mauricio Soler    | Colombie   | Barloworld        | + 37 s          |
| 4e | Levi Leipheimer   | États-Unis | Discovery Channel | DQ              |
| 5e | Carlos Sastre     | Espagne    | CSC               | + 53 s          |
| 6e | Andreas Klöden    | Allemagne  | Astana            | + 1 min 52 s    |
| 7e | Cadel Evans       | Australie  | Predictor-Lotto   | + 1 min 52 s    |
| 8e | Antonio Colom     | Espagne    | Astana            | + 2 min 23 s    |
| 9e | Andrey Kashechkin | Kazakhstan | Astana            | + 2 min 23 s    |
| 10e | Yaroslav Popovych | Ukraine    | Discovery Channel | + 3 min 06 s    |

## Classement général
Après cette étape de montagne, de nouveaux changements sont à signaler au classement général de l'épreuve. Après avoir suivi le maillot jaune tout au long de l'étape qu'il remporte, l'Espagnol Alberto Contador (Discovery Channel) gagne une place au classement pour devenir deuxième à deux minutes et 23 secondes du leader le Danois Michael Rasmussen (Rabobank). Après avoir perdu près de deux minutes, l'Australien Cadel Evans (Predictor-Lotto) descend donc à la troisième place. Levi Leipheimer (Discovery Channel) et Carlos Sastre (CSC) gagne une place et doublent respectivement Andreas Klöden et Andrey Kashechkin (Astana). Une nouvelle défaillance d'Alexandre Vinokourov (Astana) permet notamment à Alejandro Valverde (Caisse d'Épargne) et à l'Ukrainien Yaroslav Popovych (Discovery Channel) de rentrer dans le top 10.
L'Américain Levi Leipheimer, 4e du classement général, est disqualifié en 2012 pour ses pratiques dopantes entre 1999 et 2007 et apparait donc rayé dans le classement ci-dessous.
| \| Classement général \| Classement général \| Classement général \| Classement général \| Classement général \| \| Coureur \| Coureur \| Pays \| Équipe \| Temps \| \| ------------------ \| ------------------ \| ------------------ \| ------------------ \| ------------------ \| \| 1er \| Michael Rasmussen \| Danemark \| Rabobank \| 64 h 12 min 12 s \| \| 2e \| Alberto Contador \| Espagne \| Discovery Channel \| + 2 min 23 s \| \| 3e \| Cadel Evans \| Australie \| Predictor-Lotto \| + 3 min 04 s \| \| 4e \| Levi Leipheimer \| États-Unis \| Discovery Channel \| DQ \| \| 5e \| Andreas Klöden \| Allemagne \| Astana \| + 4 min 38 s \| \| 6e \| Carlos Sastre \| Espagne \| CSC \| + 5 min 50 s \| \| 7e \| Andrey Kashechkin \| Kazakhstan \| Astana \| + 6 min 58 s \| \| 8e \| Mikel Astarloza \| Espagne \| Euskaltel-Euskadi \| + 8 min 25 s \| \| 9e \| Alejandro Valverde \| Espagne \| Caisse d'Épargne \| + 9 min 45 s \| \| 10e \| Yaroslav Popovych \| Ukraine \| Discovery Channel \| + 10 min 55 s \| |                    |            |                   |                  |
| |                    |            |                   |                  |
| |                    |            |                   |                  |
| Classement général |                    |            |                   |                  |
| Coureur | Coureur            | Pays       | Équipe            | Temps            |
| 1er | Michael Rasmussen  | Danemark   | Rabobank          | 64 h 12 min 12 s |
| 2e | Alberto Contador   | Espagne    | Discovery Channel | + 2 min 23 s     |
| 3e | Cadel Evans        | Australie  | Predictor-Lotto   | + 3 min 04 s     |
| 4e | Levi Leipheimer    | États-Unis | Discovery Channel | DQ               |
| 5e | Andreas Klöden     | Allemagne  | Astana            | + 4 min 38 s     |
| 6e | Carlos Sastre      | Espagne    | CSC               | + 5 min 50 s     |
| 7e | Andrey Kashechkin  | Kazakhstan | Astana            | + 6 min 58 s     |
| 8e | Mikel Astarloza    | Espagne    | Euskaltel-Euskadi | + 8 min 25 s     |
| 9e | Alejandro Valverde | Espagne    | Caisse d'Épargne  | + 9 min 45 s     |
| 10e | Yaroslav Popovych  | Ukraine    | Discovery Channel | + 10 min 55 s    |

## Classements annexes
| Classement par points | Classement par points | Classement par points | Classement par points | Classement par points |
| Coureur               | Coureur               | Pays                  | Équipe                | Points                |
| --------------------- | --------------------- | --------------------- | --------------------- | --------------------- |
| 1er                   | Tom Boonen            | Belgique              | Quick Step-Innergetic | 195 pts               |
| 2e                    | Robert Hunter         | Afrique du Sud        | Barloworld            | 175 pts               |
| 3e                    | Erik Zabel            | Allemagne             | Team Milram           | 174 pts               |
| 4e                    | Thor Hushovd          | Norvège               | Crédit Agricole       | 132 pts               |
| 5e                    | Sébastien Chavanel    | France                | La Française des jeux | 127 pts               |

| Classement par points | Classement par points | Classement par points | Classement par points | Classement par points |
| Coureur               | Coureur               | Pays                  | Équipe                | Points                |
| --------------------- | --------------------- | --------------------- | --------------------- | --------------------- |
| 1er                   | Tom Boonen            | Belgique              | Quick Step-Innergetic | 195 pts               |
| 2e                    | Robert Hunter         | Afrique du Sud        | Barloworld            | 175 pts               |
| 3e                    | Erik Zabel            | Allemagne             | Team Milram           | 174 pts               |
| 4e                    | Thor Hushovd          | Norvège               | Crédit Agricole       | 132 pts               |
| 5e                    | Sébastien Chavanel    | France                | La Française des jeux | 127 pts               |

| Classement de la montagne | Classement de la montagne | Classement de la montagne | Classement de la montagne | Classement de la montagne |
| Coureur                   | Coureur                   | Pays                      | Équipe                    | Points                    |
| ------------------------- | ------------------------- | ------------------------- | ------------------------- | ------------------------- |
| 1er                       | Michael Rasmussen         | Danemark                  | Rabobank                  | 142 pts                   |
| 2e                        | Mauricio Soler            | Colombie                  | Barloworld                | 140 pts                   |
| 3e                        | Yaroslav Popovych         | Ukraine                   | Discovery Channel         | 104 pts                   |
| 4e                        | Alberto Contador          | Espagne                   | Discovery Channel         | 85 pts                    |
| 5e                        | Cadel Evans               | Australie                 | Predictor-Lotto           | 64 pts                    |

| Classement de la montagne | Classement de la montagne | Classement de la montagne | Classement de la montagne | Classement de la montagne |
| Coureur                   | Coureur                   | Pays                      | Équipe                    | Points                    |
| ------------------------- | ------------------------- | ------------------------- | ------------------------- | ------------------------- |
| 1er                       | Michael Rasmussen         | Danemark                  | Rabobank                  | 142 pts                   |
| 2e                        | Mauricio Soler            | Colombie                  | Barloworld                | 140 pts                   |
| 3e                        | Yaroslav Popovych         | Ukraine                   | Discovery Channel         | 104 pts                   |
| 4e                        | Alberto Contador          | Espagne                   | Discovery Channel         | 85 pts                    |
| 5e                        | Cadel Evans               | Australie                 | Predictor-Lotto           | 64 pts                    |

| Classement du meilleur jeune | Classement du meilleur jeune | Classement du meilleur jeune | Classement du meilleur jeune | Classement du meilleur jeune |
| Coureur                      | Coureur                      | Pays                         | Équipe                       | Temps                        |
| ---------------------------- | ---------------------------- | ---------------------------- | ---------------------------- | ---------------------------- |
| 1er                          | Alberto Contador             | Espagne                      | Discovery Channel            | 64 h 14 min 38 s             |
| 2e                           | Mauricio Soler               | Colombie                     | Barloworld                   | + 9 min 08 s                 |
| 3e                           | Kanstantsin Siutsou          | Biélorussie                  | Barloworld                   | + 20 min 30 s                |
| 4e                           | Amets Txurruka               | Espagne                      | Euskaltel-Euskadi            | + 29 min 18 s                |
| 5e                           | Linus Gerdemann              | Allemagne                    | T-Mobile                     | + 33 min 38 s                |

| Classement du meilleur jeune | Classement du meilleur jeune | Classement du meilleur jeune | Classement du meilleur jeune | Classement du meilleur jeune |
| Coureur                      | Coureur                      | Pays                         | Équipe                       | Temps                        |
| ---------------------------- | ---------------------------- | ---------------------------- | ---------------------------- | ---------------------------- |
| 1er                          | Alberto Contador             | Espagne                      | Discovery Channel            | 64 h 14 min 38 s             |
| 2e                           | Mauricio Soler               | Colombie                     | Barloworld                   | + 9 min 08 s                 |
| 3e                           | Kanstantsin Siutsou          | Biélorussie                  | Barloworld                   | + 20 min 30 s                |
| 4e                           | Amets Txurruka               | Espagne                      | Euskaltel-Euskadi            | + 29 min 18 s                |
| 5e                           | Linus Gerdemann              | Allemagne                    | T-Mobile                     | + 33 min 38 s                |

| Classement par équipes | Classement par équipes | Classement par équipes | Classement par équipes |
| Équipe                 | Équipe                 | Pays                   | Temps                  |
| ---------------------- | ---------------------- | ---------------------- | ---------------------- |
| 1re                    | Discovery Channel      | États-Unis             | 192 h 54 min 08 s      |
| 2e                     | Astana                 | Suisse                 | + 1 min 58 s           |
| 3e                     | Rabobank               | Pays-Bas               | + 7 min 58 s           |
| 4e                     | Caisse d'Épargne       | Espagne                | + 11 min 24 s          |
| 5e                     | CSC                    | Danemark               | + 11 min 40 s          |

| Classement par équipes | Classement par équipes | Classement par équipes | Classement par équipes |
| Équipe                 | Équipe                 | Pays                   | Temps                  |
| ---------------------- | ---------------------- | ---------------------- | ---------------------- |
| 1re                    | Discovery Channel      | États-Unis             | 192 h 54 min 08 s      |
| 2e                     | Astana                 | Suisse                 | + 1 min 58 s           |
| 3e                     | Rabobank               | Pays-Bas               | + 7 min 58 s           |
| 4e                     | Caisse d'Épargne       | Espagne                | + 11 min 24 s          |
| 5e                     | CSC                    | Danemark               | + 11 min 40 s          |

## Prix de la combativité
- Antonio Colom